# Aleksandar Mutavdžić
Aleksandar Mutavdžić (Servisch: Александар Мутавџић) (Kraljevo, 3 januari 1977) is een Servische voormalig voetballer. Zijn favoriete positie was linksachter of linksmidden.
Hij begon te voetballen bij het lokale GOC Urnjacka Banja, en dit tot zijn twaalfde. Toen ging hij schoollopen in Belgrado en sloot hij zich aan bij Rode Ster Belgrado. Op zijn achttiende speelde hij vervolgens voor FK Rad om daarna naar België te verkassen. Samen met Djordje Svetlicic en Vinko Marinovic ging hij vanuit Servië naar Germinal Beerschot Antwerpen. Hij zou er drie jaar blijven en vervolgens drie en een half jaar bij Standard voetballen. Daar kreeg hij maar weinig speelkansen en kwam zo terecht bij CSKA Sofia. Toen hij einde contract was bij Sofia vond Mutavdzic niet direct een nieuwe ploeg. Hij onderhield z'n conditie bij FK Rad tot Cercle Brugge in september nog dringend een 'linksepoot' zocht.
Mutavdzic' contract liep af bij Cercle Brugge in juni 2007. Het volgende seizoen (2007-2008) verdedigde hij de kleuren van KAA Gent. Hij bezit naast de Servische ook de Belgische nationaliteit sinds februari 2005. Begin 2009 stapte hij over naar Panserraikos FC. Een half jaar later trok hij naar het Cypriotische Atromitos Yeroskipou. Daar beëindigde hij in juli 2011 zijn carrière.